# Fort Willoughby (îles Vierges des États-Unis)
Pour les articles homonymes, voir Fort Willoughby.
Le fort Willoughby est un fort sur l'île de Hassel Island, dans les îles Vierges des États-Unis. Construit en 1777-1780 par les Danois, il est aujourd'hui protégé au sein du parc national des îles Vierges. Il contribue au district historique de Hassel Island, lequel est inscrit au Registre national des lieux historiques depuis le 19 juillet 1976.